# ألبرتو روزاريو
ألبرتو روزاريو هو لاعب كرة قاعدة دومينيكاني، ولد في 10 يناير 1987 في بوناو في جمهورية الدومينيكان.

## وصلات خارجية
- ألبرتو روزاريو على موقع دوري كرة القاعدة الرئيسي (الإنجليزية)
- ألبرتو روزاريو على موقعبيزبول رفرنس.كوم (الدوري الرئيسي) (الإنجليزية)
- ألبرتو روزاريو على موقعبيزبول رفرنس.كوم (الدوري الثانوي) (الإنجليزية)
- ألبرتو روزاريو على موقع إي إس بي إن.كوم (أم.أل.بي) (الإنجليزية)
- ألبرتو روزاريو على موقع مشجعي الرسوم البيانية (الإنجليزية)